# サマー・オブ・84
『サマー・オブ・84』（原題：Summer of 84）は、2018年のカナダ・アメリカ合衆国のサイコスリラー映画。
監督はフランソワ・シマールとアヌーク・ウィッセル、ヨアン＝カール・ウィッセル、出演はグラハム・ヴァーチャーとジュダ・ルイスなど。
1984年のアメリカ合衆国の郊外住宅地を舞台に、近隣で発生した連続殺人事件の犯人探しに夢中になる少年たちの危険な冒険をノスタルジックに描いている。

## ストーリー
1984年の夏、オレゴン州の田舎町イプスウィッチに住む15歳の少年デイビーは、エイリアンや未解決事件などに興味があり、町で起きていた子供や一家の失踪事件への関心が高かった。
夏休みのある日、向かいに住む警察官マッキーの家にアルバイトで新聞を配達していたところ、彼から重たい机を地下室に運ぶよう頼まれ、家の中へ案内される。子どもや家族の写真が多数飾られていることに気づいたデイビーに対し、マッキーは「遠い所に住んでいる家族や親戚だ」と説明する。二人で協力して机を運んでいたところ、デイビーは地下室の奥に南京錠で閉ざされた扉を見つける。
手伝いを終えた彼はマッキーをいぶかしむが、友人のウッディ、イーツ、ファラディからは否定される。その夜、ウッディらとかくれんぼをしていたデイビーは、マッキーの家の中でMTVのTシャツを着た見知らぬ男の子の姿を見かける。
デイビーはウッディらとともに共に独自の捜査や推理を始め、ホームセンターで働くイーツの兄から、マッキーがガーデニング用品を大量に購入していたという情報を手に入れる。
ある日、ウッディとファラデイはジョギングするマッキーを追って、レンタルガレージにたどりつき、大量の水酸化ナトリウムを見つける。一方、デイビーとイーツは、マッキーの庭の物置の中から血痕のついたMTVのTシャツを見つける。すぐさま家に持ち帰り水酸化ナトリウムの使用意図を調べ、証拠の品を報道カメラマンである父に見せるが、子どものいたずらとして信用せず、逆に4人まとめてマッキーのもとへ謝罪に行かされてしまう。その際、デイビーは子どもを見かけたことを指摘するが、マッキーからは甥だと言い返される。その後、彼がデイビーの家を訪れる。彼から甥の電話として渡された番号にかけてみると、マッキーの自宅に繋がったことから、デイビーは彼が殺人犯だと確信する。
両親が家を空けた隙を見て、デイビーは父のカメラを携え、ウッディ、さらにはデイビーの元ベビーシッターのニッキーと一緒にマッキーの家に侵入する。地下室に入った一行は、奥のバスルームで大量の血と骨を見つけ、バスタブの横にいた若い青年から助けを求められる。全てをカメラにおさめ、マッキーの家から出ようとしたデイビーは、部屋に飾られていた親戚の写真が、行方不明者たちのものであることに気づく。そして、最後の写真が自分たちの家族写真であることに気づいた彼は、次に殺されるのが自分だと悟り、警察署に写真や映像を提出した。これを見た警察は、ただちにマッキーの家を封鎖・捜索するが、彼の姿はなかった。その日の真夜中、デイビーと彼の家に泊まっていたウッディは、マッキーに誘拐される。ウッディが殺された一方、デイビーは解放され、マッキーは「俺がいつ帰って来るかわからない怖さに一生怯えて暮らせ」と言い残して立ち去る。
それから数か月後、新聞配達のアルバイトを再開したデイビーの手にした新聞紙には、逃走中のマッキーについての記事が掲載されていた。

## キャスト
※括弧内は日本語吹替
- デイヴィー: グラハム・ヴァーチャー（英語版）（小林裕介）
- イーツ: ジュダ・ルイス（永塚拓馬）
- ウッディ: ケイレブ・エメリー（新田大地）
- ファラデイ: コリー・グルーター＝アンドリュー（平井貴大）
- ニッキー: ティエラ・スコビー（英語版）（沼田智佳）
- マッキー: リッチ・ソマー（長野伸二）
- ランドール: ジェイソン・グレイ＝スタンフォード（西田翔一）

## 作品の評価
Rotten Tomatoesによれば、「『サマー・オブ・84』は題名通りの1980年代へのノスタルジアに過度に依存している欠点はあるが、それでも多くの効果的な衝撃はジャンル愛好家を満足させるかもしれない。」であり、64件の評論のうち高評価は72%にあたる46件で、平均点は10点満点中6.38点となっている。
Metacriticによれば、9件の評論のうち、高評価は5件、賛否混在は4件、低評価はなく、平均点は100点満点中57点となっている。